# فرد بانكس
فرد بانكس (بالإنجليزية: Fred Banks)‏ هو لاعب كرة قدم أمريكية أمريكي، ولد في 26 مايو 1962 في كولومبوس في الولايات المتحدة.

## وصلات خارجية
- فرد بانكس على موقع مرجع كرة القدم المحترفة.كوم (الإنجليزية)